# Drunella tuberculata
Drunella tuberculata je druh jepice z čeledi Ephemerellidae. Žije v Severní Americe. Jako první tento druh popsal Garry Scott Morgan v roce 1911.